# Взаперти (фильм, 2020)
«Взаперти» (англ. Run, дословно — «Беги») — американский психологический триллер 2020 года, снятый режиссёром Анишем Чаганти по его собственному сценарию, написанному совместно с Севом Оганяном. Главные роли исполнили Сара Полсон и Кира Аллен. Сюжет повествует о девочке-инвалиде, которая начинает подозревать свою мать в утаивании мрачной тайны о её воспитании.
Мировая премьера фильма состоялась 8 октября 2020 года на онлайн-кинофестивале Nightstream. После отмены выпуска киноленты в прокат США из-за COVID-19 она вышла 20 ноября 2020 года одновременно на стриминговом сервисе Hulu и в кинотеатрах в нескольких странах. Фильм получил положительные отзывы кинокритиков, которые похвалили актёрскую игру Полсон и Аллен, а также напряжённую атмосферу повествования и оригинальные сюжетные повороты.

## Сюжет
В прологе женщина по имени Диана Шерман преждевременно рожает дочь, которую позже видит лежащей в инкубаторе в окружении персонала больницы.
Спустя годы Диана живёт в Паско вместе с дочерью Хлоей, растя её в полной изоляции от внешнего мира. Та с рождения прикована к инвалидному креслу, страдает аритмией, астмой, диабетом и избытком железа в организме, из-за чего принимает множество таблеток, обучается дома и не общается со сверстниками. Хлоя подала заявку на поступление в университет и ожидает ответа о зачислении, однако Диана постоянно перехватывает почту и сообщает дочери, что писем не приходило.
Однажды утром Хлоя ищет конфеты в продуктовом пакете и находит пузырёк с тригоксином, рецептурным препаратом в виде зелёных капсул. Хлоя обнаруживает на этикетке имя Дианы и позже спрашивает об этом мать, а та отвечает, что это чек на упаковке. На следующий день при осмотре пузырька Хлоя замечает наклеенную этикетку со своим именем поверх старой, после чего начинает подозревать неладное. Ночью Хлоя пытается найти описание препарата по компьютеру, но терпит неудачу из-за отключённого Интернета. Следующим днём Хлоя с домашнего телефона звонит случайному незнакомцу, от которого узнаёт, что препарат является кардиотоническом средством и имеет красный цвет.
Позже Хлоя просит мать сводить её в кино. Во время сеанса Хлоя незаметно сбегает в аптеку, где выясняет, что мать даёт ей ридокаин — мышечный релаксант для собак, который в случае приёма человеком вызывает паралич ног. От потрясения у неё случается приступ астмы, и одновременно в аптеку забегает Диана. Она вкалывает Хлое успокоительное и отвозит домой. Хлоя приходит в себя дома в своей постели, но обнаруживает, что Диана ушла и заперла дверь её комнаты, а также оборвала провода телефона и вывела из строя лестничный подъёмник. Хлоя с трудом выбирается из комнаты и доезжает до лестницы. Она сбрасывает инвалидное кресло вниз и случайно падает с лестницы, но затем понимает, что может шевелить пальцем на ноге, так как не принимала ридокаин несколько дней. Уезжая от дома, Хлоя сталкивается с их почтальоном Томом и просит его обратиться в полицию. Однако их застаёт не вовремя вернувшаяся Диана, которая безуспешно пытается уговорить Тома отдать ей Хлою. Когда Том собирается отвезти Хлою в участок, Диана убивает его, втыкая в шею шприц. У Хлои снова происходит приступ астмы, и она теряет сознание.
Хлоя просыпается в подвале дома. Она находит спрятанное письмо из университета с сообщением о зачислении, а затем документы, из которых понимает, что Диана не является её родной матерью. Выясняется, что у Дианы родилась девочка с целым букетом заболеваний, прожившая всего два часа, после чего убитая горем женщина похитила новорождённую Хлою из родильного отделения. Одновременно Хлоя видит свои детские фотографии, на которых она выглядит совершенно здоровой и стоящей на обеих ногах. Когда приходит Диана, Хлоя обвиняет её в умышленном доведении до болезненного состояния. Диана настаивает, что делала всё, чтобы помочь Хлое. Затем она наполняет шприц растворителем и пытается ввести его Хлое, но та успевает запереться в кладовке. Понимая, что Диана не даст ей умереть, Хлоя проглатывает раствор органофосфата, вынуждая женщину госпитализировать её.
Хлоя приходит в себя в больничной палате, интубированная и едва способная двигаться. Врачи отказывают Диане в выписке Хлои до её осмотра психиатром. Хлоя подаёт знак медсестре и пытается написать в блокноте слово «мама», однако включившаяся сигнализация вынуждает врача покинуть палату. Воспользовавшись суматохой, Диана проникает в палату и похищает Хлою. Вернувшаяся медсестра обнаруживает пропажу Хлои и вызывает охрану. Паникующая Диана вытаскивает пистолет и ищет выход, но неожиданно не может сдвинуть коляску, поскольку Хлоя смогла прижать ноги к полу благодаря вышедшему из её организма релаксанту. Диана умоляет свою «дочь» вернуться с ней домой, но Хлоя демонстративно отвечает, что больше не нуждается в ней. Охранники стреляют Диане в руку, и она падает с лестницы.
Спустя семь лет после основных событий Хлоя, всё ещё пользующаяся креслом, но уже способная ходить с помощью трости, прибывает в исправительное учреждение. В палате Хлоя рассказывает кому-то о своём муже, детях и работе. Затем показывается больная Диана, сражённая параличом. Хлоя говорит, что всё ещё любит Диану, затем достаёт из-под языка таблетки ридокаина и просит её открыть рот. Из этого становится ясным, что паралич Дианы был вызван длительным приёмом релаксанта, которым её тайком травит Хлоя.

## В ролях
- Сара Полсон — Диана Шерман
- Кира Аллен — Хлоя Шерман
- Пэт Хили — Том
- Шэрон Байер — Кэти
- Сара Сон — медсестра Камми

## Производство
В июне 2018 года было объявлено, что кинокомпания Lionsgate приобрела права на продюсирование, распространение и финансирование проекта, а Аниш Чаганти занял место режиссёра. Сценаристами стали Чаганти и Сев Оганян, а последний также выступил продюсером с Натали Касабиан. В октябре 2018 года Сара Полсон получила главную роль в фильме. В декабре 2018 года было объявлено, что в актёрском составе значится Кира Аллен.
Основные съёмки начались 31 октября 2018 года в Виннипеге (Канада) и завершились 18 декабря 2018 года.
Композитором фильма стал Торин Борроудейл, ранее уже сотрудничавший с Чаганти в фильме «Поиск». По словам Борроудейла, его музыка является «современной интерпретацией саундтрека Бернарда Херрмана в стиле Хичкока».

## Релиз
Первоначально релиз фильма планировался на 24 января 2020 года, однако затем был перенесён на 8 мая в уик-энд Дня матери. В марте 2020 года из-за пандемии COVID-19 фильм был снят с графика. В августе 2020 года Hulu приобрёл права на распространение фильма в США и выпустил его на своём сервисе 20 ноября этого же года. Для международного рынка фильм был выкуплен платформой Netflix с датой релиза 2 апреля 2021 года.

## Критика
Фильм получил высокие отзывы кинопрессы, набрав 88 % на сайте Rotten Tomatoes со средним рейтингом 7,1 из 10. На сайте Metacritic фильм имеет оценку 67 из 100 на основе 20 рецензий критиков, что указывает на «в целом положительные отзывы».
Джессика Гомес из AllHorror.com положительно оценила актёрские работы дуэта Полсон-Аллен и напряжённые моменты, в то же время отметив «предсказуемый сюжет, но делающий от этого фильм не менее приятным». Райан Латтанцио из IndieWire поставил фильму оценку C+, назвав его «до наглости нелепым», а сценарий Чаганти и Оганяна «вызывающим ощущение дежавю». Рахул Десаи из Film Companion писал: «Фильм одновременно является аллегорией и обвинителем системы современного воспитания — контроль, замаскированный под заботу, отсутствие идентичности, непрекращающаяся удушливость, манипулирование и размытая грань между бескорыстием и эгоизмом». Он также предположил, что авторы «Взаперти» создавали фильм с оглядкой на работы М. Найта Шьямалана, используя схожие методы саспенса, съёмок камерой и общего фона.